# Freyella microspina
Freyella microspina is een dertienarmige zeester uit de familie Freyellidae.
De wetenschappelijke naam van de soort werd in 1894 gepubliceerd door Addison Emery Verrill. De beschrijving is gebaseerd op één exemplaar dat in 1884 was opgedregd van 1054 vadem (1928 meter) bij Martha's Vineyard.